# Zygmunt Cardini
Zygmunt Cardini (ur. 25 stycznia 1899 w Piotrkowie, zm. 7 kwietnia 1942 w KL Auschwitz) – polski działacz chadecki i związkowy okresu międzywojennego, poseł na Sejm III kadencji w II RP w latach 1930–1935.

## Życiorys
W 1920 w czasie wojny z bolszewikami jako ochotnik służył w 12 pułku ułanów podolskich. Przewodniczył oddziałowi Chrześcijańskich Związków Zawodowych (ChZZ) w Częstochowie. 
Piastował mandat posła na Sejm III kadencji z list chrześcijańskiej demokracji, z okręgu Częstochowa. 
Początkowo należał do zwolenników współpracy z rządami piłsudczyków, po 1933 wycofał się na pozycje ideowe bliskie Wojciechowi Korfantemu. 
Od 1935 członek ZG PSChD, po 1937 w ZG Stronnictwa Pracy. 
Zwolennik zjednoczenia prawicowych związków zawodowych, które nastąpiło w 1939 (ChZZ zjednoczyło się z ZZP).
Został aresztowany w 1941 w Częstochowie i wywieziony do Auschwitz-Birkenau